# Mycetophila breyeri
Mycetophila breyeri är en tvåvingeart som beskrevs av Duret 1981. Mycetophila breyeri ingår i släktet Mycetophila och familjen svampmyggor. Inga underarter finns listade i Catalogue of Life.